# テルアビブ
テルアビブ・ヤフォ（ヘブライ語: תֵּל־אָבִיב-יָפוֹ, 英語: Tel Aviv-Yafo）、通称テルアビブ（ヘブライ語: תֵּל־אָבִיב, [tel aˈviv]; 英語: Tel Aviv）は、（エルサレムをイスラエルの都市とするイスラエル側の主張に従えば）イスラエルの人口第2位の都市である（第1位はエルサレム）。テル・アヴィヴ とも表記される。
「テルアビブ」はヘブライ語で「春（アヴィヴ）の丘（テル）」という意味である。「ヤフォ/ヤーファー」とは1950年にテルアビブと合併した市である。
イスラエルの経済・文化の中心地かつ中東有数の世界都市。イスラエル政府はエルサレムが「首都」であると宣言しているが、大多数の国はこれを認めておらず、それらの国はテルアビブに大使館を置くなど、テルアビブを政治・文化・経済の中心たる首都とみなしている。ただし、立法府や司法府の中心は西エルサレムにある。

## 概要

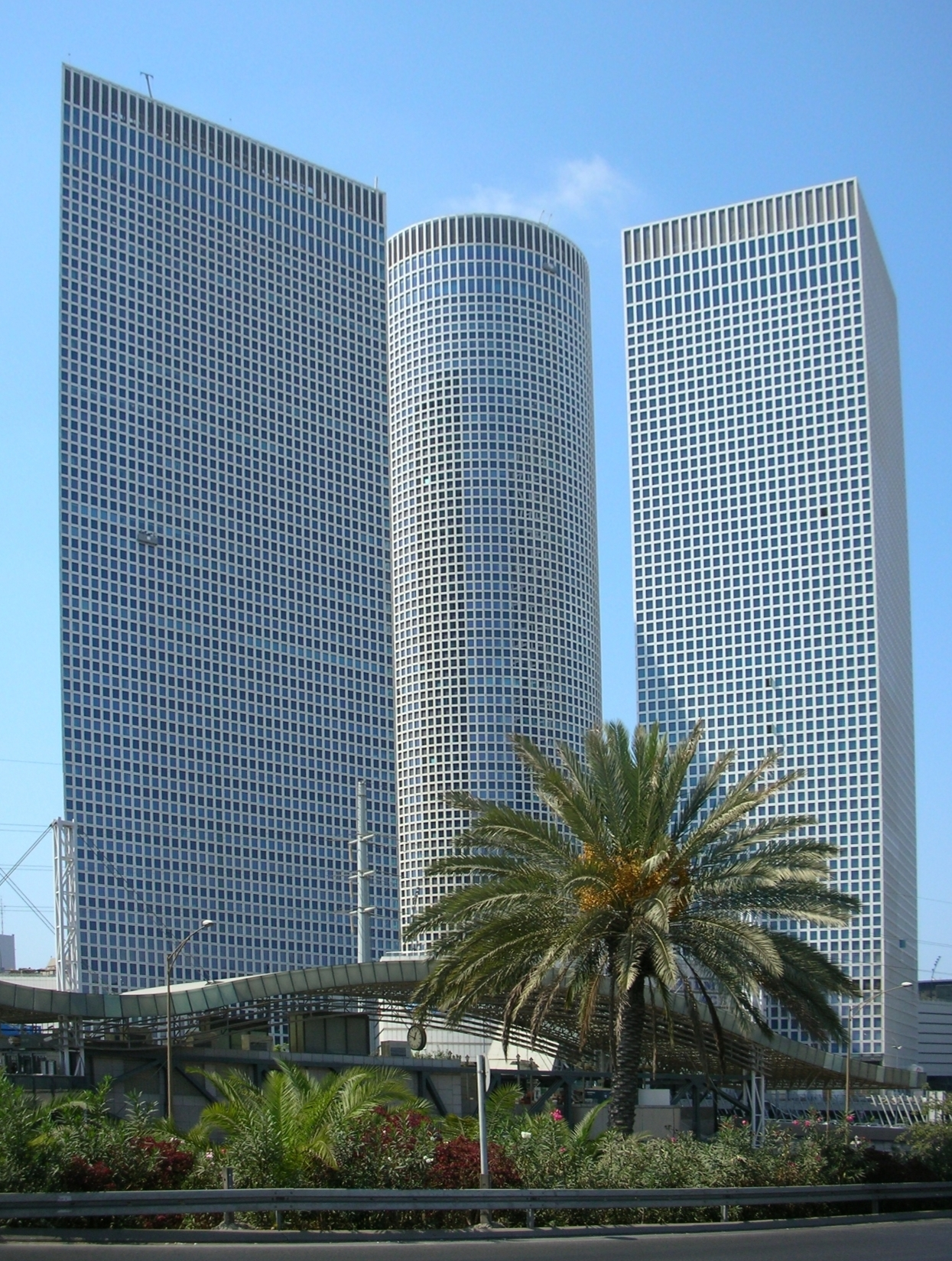
アズリエリセンター

イスラエルの西側地中海に面する地域に位置するテルアビブ都市圏（グッシュ・ダン）はイスラエル最大の都市圏である。2010年の都市圏人口は268万人であり、同国の人口（約700万人）のおよそ40%が集中している。行政管轄面積は50.6平方キロメートル、人口密度は1平方キロメートルあたり7,445人、イスラエル中央統計局による国勢調査によると、2006年現在で総人口は38万人であり、人口増加率は0.9%である。
アズリエリセンターなどの超高層ビル、国際級のホテルも立ち並び、｢中東のヨーロッパ｣として、政治や経済の中心地として発展を続けている。高級宝石類などショッピングも充実した都市で、観光や経済の中心地であり、治安は良い。
世界でも有数の「ゲイに優しい街」として同性愛者に人気がある。

## 歴史

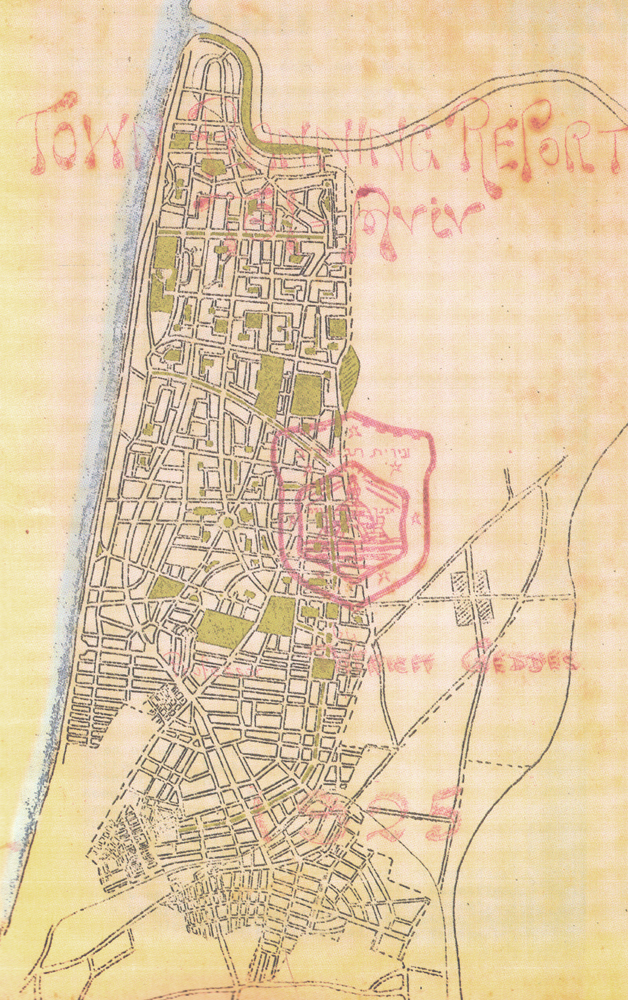
パトリック・ゲデスによるテルアビブの最初のマスタープラン（1925年）

テルアビブの地名は、旧約聖書のエゼキエル書3:15に登場し、捕囚のイスラエル人が共同居住地として住まわされた新バビロニア帝国の町の名に由来する。テルとはヘブライ語で「遺跡・廃墟」の意（現在ニップルの東半径8～16キロにテルが多数点在し、イスラエル人の土器も発見されている）。また、アヴィヴとはヘブライ語で「穀物の耳」（＝穀物の穂）の意で、転じて春のこと（古代ユダヤ暦では、ニサンの月という月名にもなっていた）。ちなみに、現在の地名についている「ヤッファ」は、聖書時代のこの地の地名を受け継いでおり、ヘブライ語で「美しい」という意味がある。
考古学的研究によると、この地域の人類の定住は新石器時代である。最初の集落はヤルコン川の近くにあった。青銅器時代にはテル・グリサとヤファの丘にも防壁を備えた集落が現れた。
ヤファの港湾が波や風から守られているから重要な港になった。前16世紀から前13世紀にかけてヤファがエジプトの支配下に置かれ、前8世紀の末にはカナンの王たちに統治された。そのあとで、アッシリア、バビロニア、ペルシアといった帝国の領域に組み込まれていった。前8世紀にはアレクサンドロス3世に占領されて、ヤファが数世紀の間ギリシア人の町になった。前2世紀にはマカバイ戦争の結果、ヤファはハスモン朝の一部になった。
前１世紀にはローマ帝国の統治下に置かれ、前６年にはユダヤ戦争で破壊された。東ローマ帝国の時代、また重要な商業拠点およびユダヤの最も主要な港になった。６３６年にアラブ人に征服され、どんどん衰退していた。１２－１３世紀、十字軍の時代には、ヤファは賑やかな町でエルサレム王国の最大の港町であった。１３世紀の初めには十字軍の再来を恐れたマムルークによって、ヤファを含むこの海沿いの地域の都市が破壊された。
オスマン帝国の時代、17世紀には、町と港の復興が進んだ。港に着いたエルサレムへの巡礼者が増えて、農業と工業が発展していった。１8世紀の後半にガリラヤの統治者ザヒル・アル・ウマルとの戦争によりヤファは大きな被害を受けて、１７９９年にはナポレオン軍によって破壊された。１９世紀の初頭、ヤファは急速に発展して、１８３１年にエジプトの統治下でさらに発展した。１９世紀の半ばには、都市の南部にアラブ人の居住区が作られ、初めての外国人による定住も始まった。１９世紀を通じて、ヤファは小さな町からこの地域最大の港になり、エルサレムに次いで第二の人口の都市になった。
ヤファのユダヤ人コミュニティーも、特に1882年の第一アリヤー以降、増加していった。 ヤファは人口密度が高く、住宅不足が深刻であったため、1887年から1890年にかけて、城壁の外にユダヤ人の新しい居住区「ネヴェ・ツェデック」と「ネヴェ・シャロム」が建設された。1906年には「アフザト・バイト」という会社が設立され、その目的は、城壁外にヨーロッパ風で近代的な裕福なユダヤ人向けの居住区を建設することだった。同社はヤファから2キロメートル離れた土地を購入し、1909年4月11日に用地の区画を抽選で割り当てた。この日がテルアビブの創設日と見なされている。建設は5月に始まり、同年10月には最初の10世帯が新居へと移り住んだ。
1911年12月には、パレスチナ初のヘブライ語高校「ヘルツリーヤ・ギムナジウム」がヤファ中心部からテルアビブへ移転した。ギムナジウムは数年間にわたり、テルアビブにとって重要な収入源となった。その後、ヤファにあった他のユダヤ人の施設や組織も次第にテルアビブへと移転していった。テルアビブ周辺には新たな居住区が出現し、やがてテルアビブと併合した。これには、テルアビブにポンプ場が設置されていたことが原因であった。第一次世界大戦中、町の発展は一時中断され、不動産の取引も大幅に減少した。1917年3月、戦線が接近すると、オスマン帝国当局の命令により、ヤファとともにテルアビブの住民全員が避難を余儀なくされた。彼らは他のユダヤ人町に一時的に滞在し、年末にはヤファがイギリス軍に占領されたことにより、帰還が可能となった。
戦後、ヤファはイギリスの統治下に置かれた。第三次（1919年〜1923年）、第四次（1924年〜1929年）、第五次（1929年〜1939年）のアリーヤーにより、テルアビブは急速に発展した。ヨーロッパからの移住者たちは資金や教育を備えた者が多く、移民の増加に伴って住宅の需要が高まった。そのため、不動産業や建設業が都市経済において大きな役割を果たすようになった。1921年のポグロムおよび1929年の「嘆きの壁事件」による反ユダヤ人の暴動の影響で、多くのユダヤ人がヤファからテルアビブへ移住した。1920年代から1930年代にかけて、テルアビブでは労働党と修正主義者との間で対立が生じた。衝突が頻発し、最も深刻な事件は、1933年から1934年にかけてのハイム・アルロゾロフ暗殺事件後の衝突であった。1921年、テルアビブはタウンシップ（township）となり、ヤファから事実上独立した。1934年には正式に市へ昇格した。
パレスチナ・アラブ大反乱（1936年〜1939年）の間、アラブ人による攻撃で多くのテルアビブ市民が犠牲となり、これに対してユダヤ人の武装組織が報復攻撃を行った。同時に、ユダヤ人の組織はユダヤ人移民を制限したイギリス政府とも対立した。第二次世界大戦中、テルアビブは1940年にはイタリア空軍、1941年にはドイツ空軍による空襲を受けた。戦後もユダヤ人とイギリスとの対立は続いた。イギリスは、武装組織への攻撃に対する措置として、夜間外出禁止令を発令し、ユダヤ人武装組織のメンバーの摘発を行った。最大規模の作戦では、787人が逮捕され、5か所の武器庫が発見された。アラブ人とユダヤ人の間の武力衝突も激化し、双方の住民に多数の死傷者が出た。
1947年、国連によるパレスチナ分割決議を受けて、衝突はさらに激しくなり、ヤファとテルアビブの境界周辺では激しい銃撃戦が発生した。同年の4月下旬、ハガナーとエツェルの軍隊がヤファ周辺の村を制圧し、ヤファを包囲した。その結果、ヤファの住民の大部分が退避した。
1948年5月14日、テルアビブの博物館においてイスラエル国家樹立が宣言された。この国家樹立宣言が第一次中東戦争（イスラエル独立戦争）に発展した。イスラエル建国初期は、テルアビブはユダヤ人国家の暫定首都となった。戦争中、テルアビブはエジプト空軍により何度も空爆を受けた。1948年、テルアビブでハガナーとエツェルのあいだに衝突が起き、その中でエツェルが所有する船舶「アルタレナ号」が沈められる事件が起こった。イスラエル建国後、国会（クネセト）と政府機関がエルサレムに移転し、テルアビブは政治的な中心地としての役割を失った。1950年には、テルアビブとヤファが合併され、「テルアビブ＝ヤファ市」となった。
イスラエル建国初期にはユダヤ人移民の増加により、テルアビブの人口は10万人を超えたが、1960年代には開発の速度が鈍化した。1980年代には若者の再移住が始まり、都心の再開発が進み、商業施設や娯楽施設が土曜日も営業するようになった。年代末には就職先が急増し、特に営業分野が発展した。文化イベントの多様性も増した。1989年から1993年にかけては、ソ連から多数のユダヤ人移民がテルアビブに移住した。1990年代初頭の湾岸戦争では、テルアビブがイラクからのミサイル攻撃を受け、第1次インティファーダでは多数のテロ攻撃が発生した。1995年には、市庁舎前の「イスラエル王の広場（現在のラビン広場）」でイツハク・ラビン首相が暗殺された。2000年代初頭にもテロ事件が続いたが、同時に経済、とりわけスタートアップのベンチャー企業の発展が著しかった。2010年代から2020年代にかけては、物価高、司法改革、ハマスとの衝突による人質問題などをめぐる抗議運動の中心地となっている。
2025年6月のイスラエルによるイラン攻撃（イラン・イスラエル戦争を参照）では、イランからの報復による弾道ミサイルが市内の集合住宅などに着弾。多数の負傷者が出た。

## 政治
1980年、国連安保理決議478号を受けて、各国の大使館がエルサレムからテルアビブへ移転した。
イスラエルのエルサレム首都宣言は国際的には広く承認されておらず、国際連合（国連）などではテルアビブを事実上の首都とみなしており、2017年現在、国連加盟各国の多くは大使館等をテルアビブに置いたままである。2016年のアメリカ合衆国大統領選挙では選挙戦で大使館のエルサレム移転を公約したドナルド・トランプが勝利、2017年12月6日にはエルサレムをイスラエルの首都と認定することを正式に表明した。

## 地理

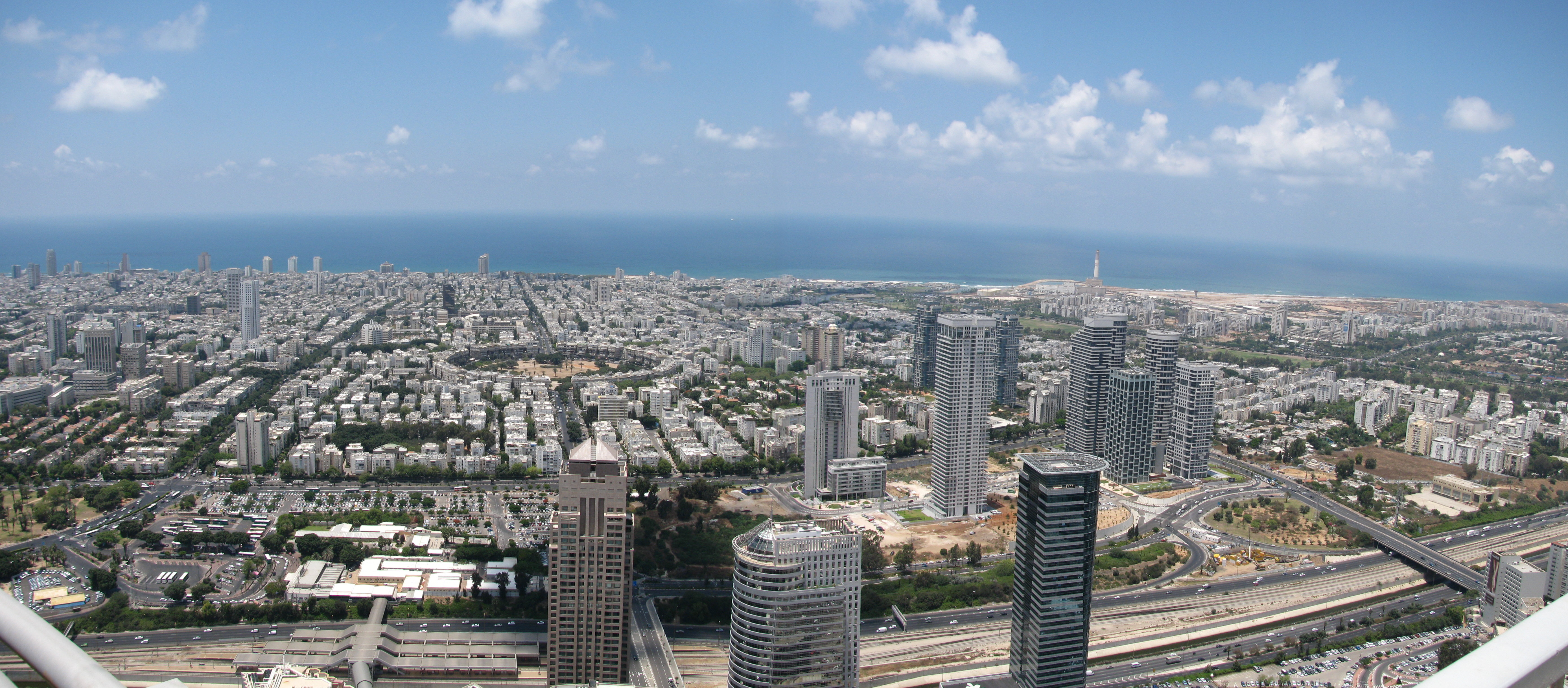
テルアビブの街並み

市中心部には、放送局や巨大ショッピングモールなどのほか、ハビマー劇場、ヘレナ・レビンシュタイン博物館、イスラエル国防軍本部、リクード、労働党本部や情報機関のモサッドやシャバック本部などの他に報道・商業・政治などの主要機能が集中する。
ハ・メディナ広場周辺の地域は、白亜建造物が並ぶ計画都市で、「白い都市」として世界遺産に登録されている。
ハ・ヤルコン川より北側の地域には国内線用のスデ・ドブ空港、イスラエル博物館や、学問の中心、テルアビブ大学があり、ラマト・アビブと呼ばれる高級住宅地もある。

## 気候
地中海性気候 (Csa) に分類される。夏の最高気温は30℃前後。
| テルアビブの気候                        | テルアビブの気候 | テルアビブの気候 | テルアビブの気候 | テルアビブの気候 | テルアビブの気候 | テルアビブの気候 | テルアビブの気候 | テルアビブの気候 | テルアビブの気候 | テルアビブの気候 | テルアビブの気候 | テルアビブの気候 | テルアビブの気候 |
| 月                                      | 1月              | 2月              | 3月              | 4月              | 5月              | 6月              | 7月              | 8月              | 9月              | 10月             | 11月             | 12月             | 年               |
| --------------------------------------- | ---------------- | ---------------- | ---------------- | ---------------- | ---------------- | ---------------- | ---------------- | ---------------- | ---------------- | ---------------- | ---------------- | ---------------- | ---------------- |
| 平均最高気温 °C （°F）                  | 17.5 (63.5)      | 17.7 (63.7)      | 19.2 (66.6)      | 22.8 (73.0)      | 24.9 (76.8)      | 27.5 (81.5)      | 29.4 (84.9)      | 30.2 (86.4)      | 29.4 (84.9)      | 27.3 (81.1)      | 23.4 (74.1)      | 19.2 (66.6)      | 24.0 (75.2)      |
| 平均最低気温 °C （°F）                  | 9.0 (48.5)       | 9.8 (49.6)       | 11.5 (52.7)      | 14.4 (57.9)      | 17.3 (63.1)      | 20.6 (69.1)      | 23.0 (73.4)      | 23.7 (74.7)      | 22.5 (72.5)      | 19.1 (66.4)      | 14.6 (58.3)      | 11.2 (52.2)      | 16.4 (61.5)      |
| 降水量 mm （inch）                      | 126.9 (8.8)      | 90.1 (5.0)       | 60.6 (0.9)       | 18.0 (0.1)       | 2.3 (0.3)        | 0 (0)            | 0 (0)            | 0 (0)            | 0.5 (0)          | 26.3 (0.1)       | 79.3 (2.5)       | 126.4 (3.9)      | 530.5 (20.9)     |
| 出典：World Weather Information Service |                  |                  |                  |                  |                  |                  |                  |                  |                  |                  |                  |                  |                  |

## 歴代市長

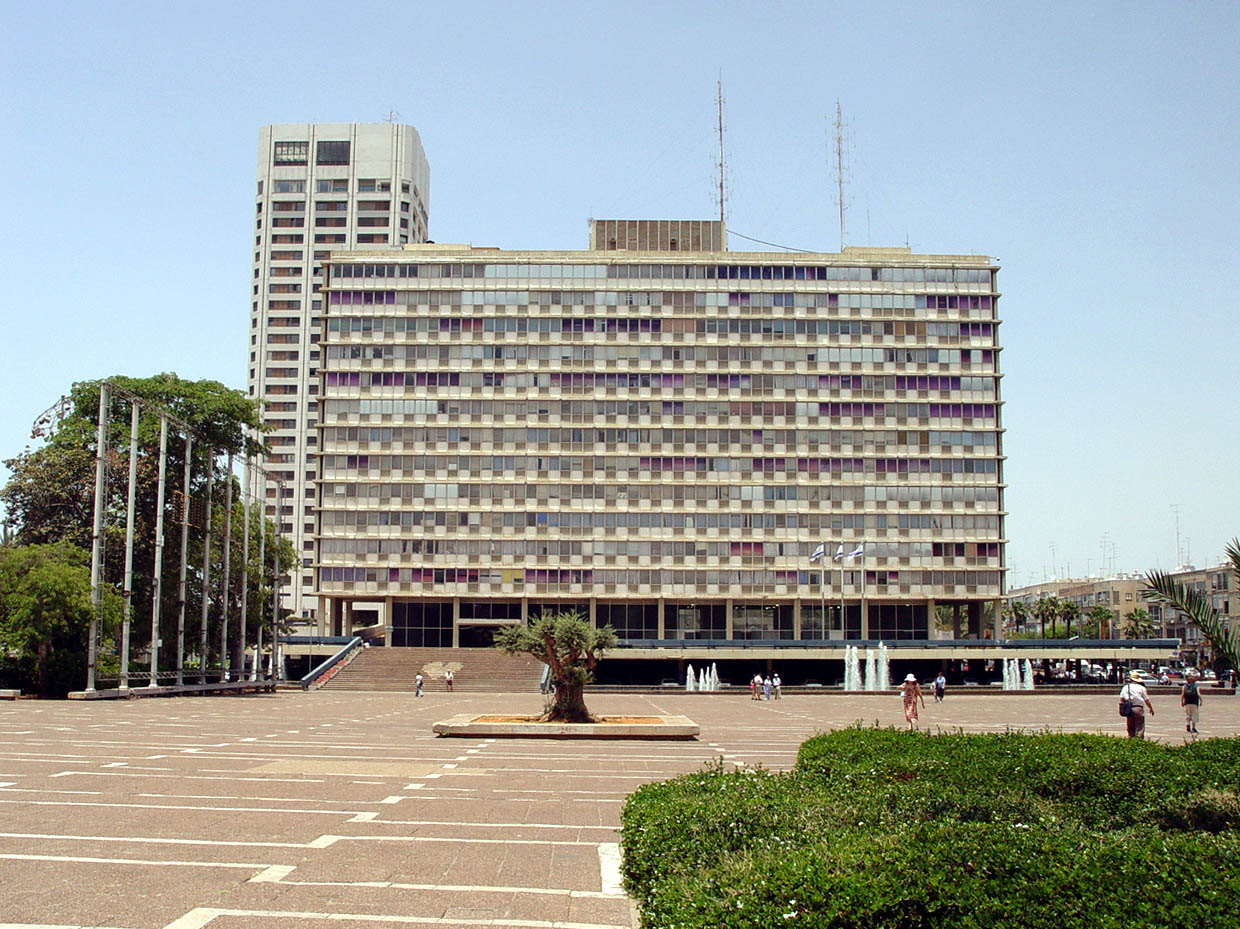
ラビン広場（市庁舎）

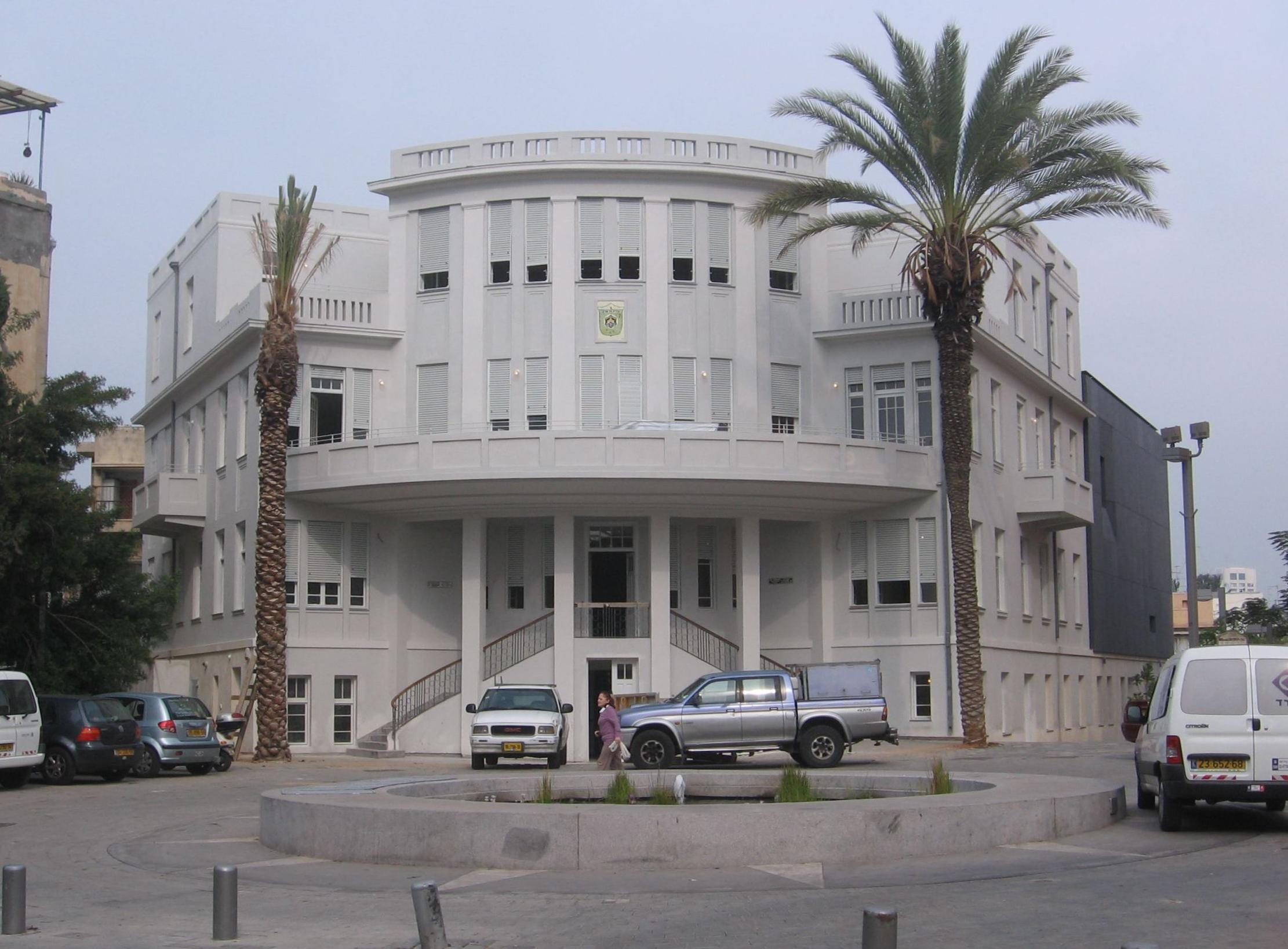
旧市庁舎

| 1  |  | メイア・ディゼンゴフ         | 1921年 | 1925年 |          |
| 2  |  | ダビド・ブロフ               | 1925年 | 1927年 |          |
| 3  |  | メイア・ディゼンゴフ         | 1928年 | 1936年 |          |
| 4  |  | イスラエル・ロカフ           | 1936年 | 1952年 |          |
| 5  |  | ハイム・レバノン             | 1953年 | 1959年 |          |
| 6  |  | モルデハイ・ナミール         | 1959年 | 1969年 | マパイ   |
| 7  |  | イェホシュア・ラビノヴィッツ | 1969年 | 1974年 | 連合     |
| 8  |  | シュロモ・ラハット           | 1974年 | 1993年 | リクード |
| 9  |  | ロニー・ミロ                 | 1993年 | 1998年 | リクード |
| 10 |  | ロン・フルダイ               | 1998年 | 現在   | 労働党   |

## 人口動態
| 年齢（歳）    | 0-4 | 5-9 | 10-14 | 15-19 | 20-29 | 30-44 | 45-59 | 60-64 | 65-  |
| 人口統計（%） | 6.8 | 5.3 | 5.0   | 5.5   | 19.6  | 21.4  | 15.9  | 3.8   | 16.6 |
| ※ 2001年      |     |     |       |       |       |       |       |       |      |

## 経済
イスラエル経済の中心であり、2014年にアメリカのシンクタンクが公表したビジネス・人材・文化・政治などを対象とした総合的な世界都市ランキングにおいて、世界第54位の都市と評価されており、西アジアの都市ではドバイに次ぐ第2位であった。
2019年には金融センターとして競争力は世界22位と評価された。
ハイテク産業が発展している都市としても有名である。
2021年、イギリスのエコノミスト紙の調査部門が発表した世界の都市における「生活費ランキング2021年版」において、テルアビブが初めて世界首位となった。

## 交通

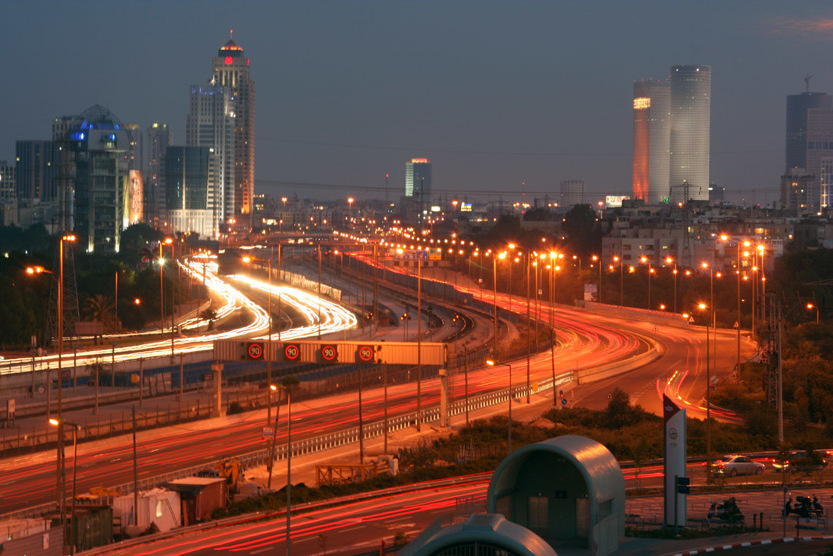
アヤロン・ハイウェイ

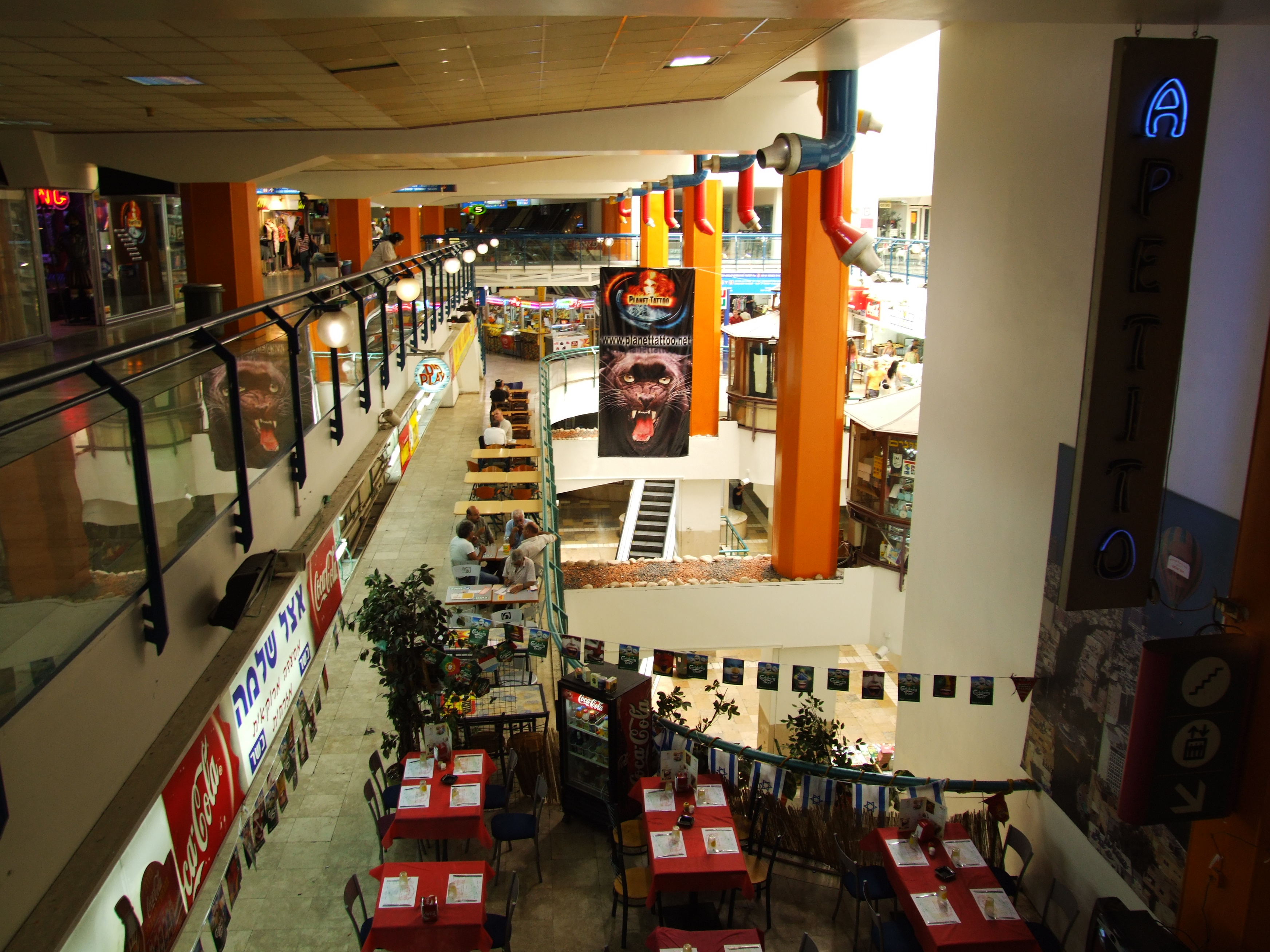
中央バスセンター

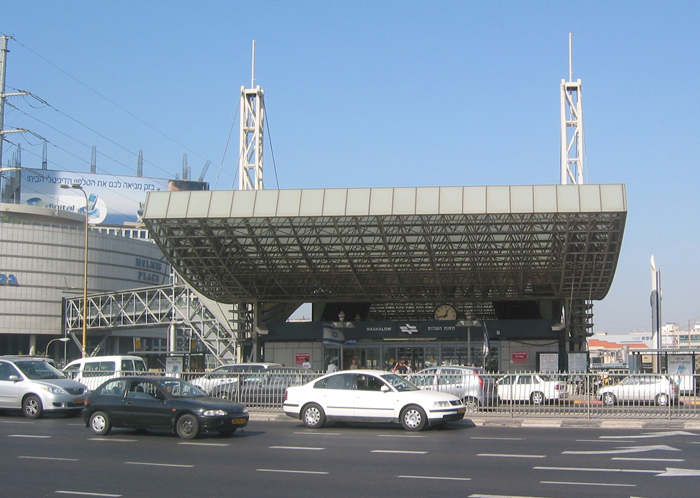
ハシャローム駅

### 道路
テルアビブを中心とする、ラマト・ガン、バトヤム、ブネイ・バラク、ヘルツリアからなる首都圏（通称 グッシュ・ダン）地域やベン・グリオン国際空港との間には、アヤロン・ハイウェイが結んでいる。また、ハイファ、アシュケロン、エルサレムなどを結ぶ高速道路も整備されている。自動車交通網は概して非常によく整備されており、朝夕を除いて渋滞は深刻ではない。
市南部には、巨大なバスターミナル（テルアビブ・セントラル・バスステーション）があり、ここを中心としてエルサレムやハイファ行きなどの近郊路線バス、エイラット、ベエルシェバやゴラン高原行きの長距離バス。市街地中心の路線バスが発着している。また、このバスターミナルは世界最大であり、総敷地面積は延べ44,000平方メートルにもなる。ショッピングモールも兼ね備えており、6階建ての立体構造で種類別にバスが発着している。

### 鉄道
鉄道網はイスラエル鉄道によりテルアビブ・サヴィドール中央駅、テルアビブ大学駅、シャローム駅、ハガナ駅の4つの駅を中心としてハイファ、リション・レジオン、ベエルシェバ、エルサレム、クフェル・サバなどを結んでいる他、市内や近郊を結ぶ交通機関として頻繁に走っている。地中海沿いの路線は高速化が施され、快速でハイファまで1時間、ベン・グリオン国際空港までは30分弱である。2018年にはベン・グリオンからエルサレムのエルサレム・イツハク・ナヴォン駅まで高速新線の新テルアビブ・エルサレム線が開通し、従来のテルアビブ＝エルサレム線から置き換えられた。2023年8月には都心部が地下鉄となるライトレール路線のテルアビブ・ライトレールが開通した。さらに、近年中の開通を目指して、テルアビブ地下鉄網が計画されている。
- テルアビブ・ライトレール（英語版）…2023年8月18日にレッドラインが開通。パープルライン、グリーンラインの2路線の建設が進められている。
- テルアビブ地下鉄（英語版）･･･2032年頃の開通を目指して計画が進められている。

### 空港
市内中心部から南東に位置するロードにある国内最大のベン・グリオン国際空港がある。日本からのエル・アル航空の直行便や、香港、北京、バンコクの各都市を経由していくことが出来る。

## 観光
- ヤーファー旧市街
- カルメル市場
- 「白い街」 - バウハウス建築群
- アルバフル・モスク ヤーファー地区の旧港にある、16世紀のモスク
- マフムーディーヤ・モスク ヤーファー地区最大のモスク。18世紀から建築が始まった。
- ハッサン・ベク・モスク ヤーファー北端のオスマン様式のモスク。

## 大学

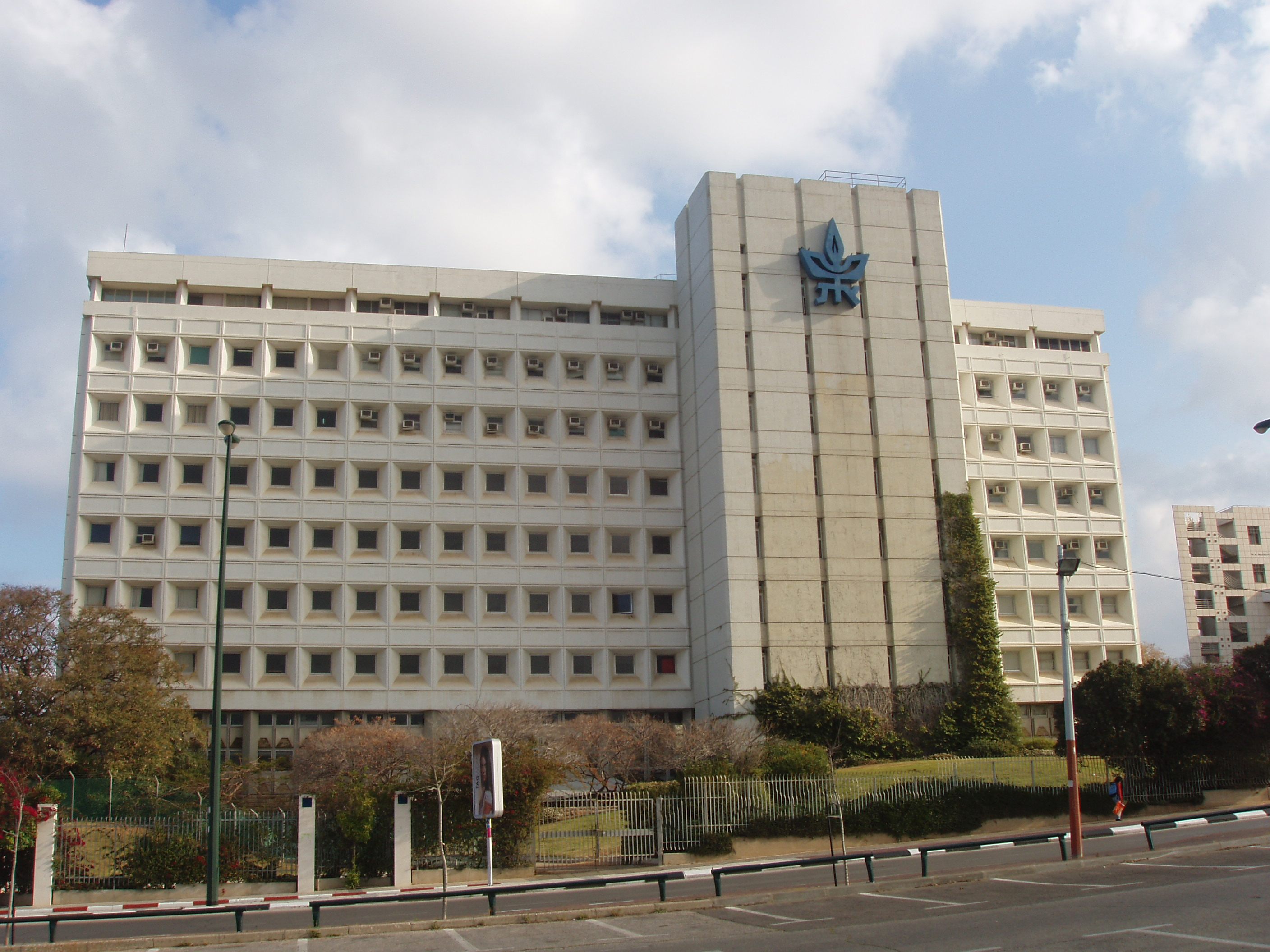
テルアビブ大学

- テルアビブ大学

## スポーツ
1968年にテルアビブで第3回夏季パラリンピックが開催された。

### チーム

#### サッカー
- ハポエル・テルアビブFC
- マッカビ・テルアビブFC
- ブネイ・イェフダ・テルアビブFC
- ベイタル・シムシェーン・テルアビブFC

#### バスケットボール
- ハポエル・テルアビブBC（英語版）
- マッカビ・テルアビブBC

### 競技場
- ブルームフィールド・スタジアム
- ノキア・アリーナ

## 友好都市
| - アルマトイ（カザフスタン） - イズミル（トルコ） - ウィーン（オーストリア） - ウッチ（ポーランド） - エッセン（ドイツ） - ガザ（パレスチナ） - カンヌ（フランス） - キシナウ（モルドバ） - ケルン（ドイツ） | - ソフィア（ブルガリア） - テッサロニキ（ギリシャ） - トゥールーズ（フランス） - ニューヨーク（アメリカ合衆国） - パリ（フランス） - バルセロナ（スペイン） - フィラデルフィア（アメリカ合衆国） - ブエノスアイレス（アルゼンチン） - ブダペスト（ハンガリー） | - フランクフルト（ドイツ） - 北京（中華人民共和国） - ベオグラード（セルビア） - ボン（ドイツ） - ミラノ（イタリア） - モスクワ（ロシア） - ワルシャワ（ポーランド） |

## ゆかりの人物

### テルアビブ生まれの人物
- ベンヤミン・ネタニヤフ、第13代、17代、20代イスラエル首相
- エフード・オルメルト、第16代イスラエル首相、元エルサレム市長
- エゼル・ヴァイツマン、第7代イスラエル大統領
- イツハク・ヘルツォグ、第11代イスラエル大統領
- イツァーク・パールマン、バイオリニスト
- ルース・メンザ、ピアニスト
- ツィッピー・リヴニ、ハトヌア党首
- アイェレット・ゾラー、女優
- ダニエル・シェヒトマン、2011年度ノーベル化学賞受賞者
- ヤキール・アハラノフ、物理学者
- T・J・リーフ、バスケットボール選手

### テルアビブで亡くなった人物
- イシュトヴァン・ケルテス　（この地で溺死）

## 画像

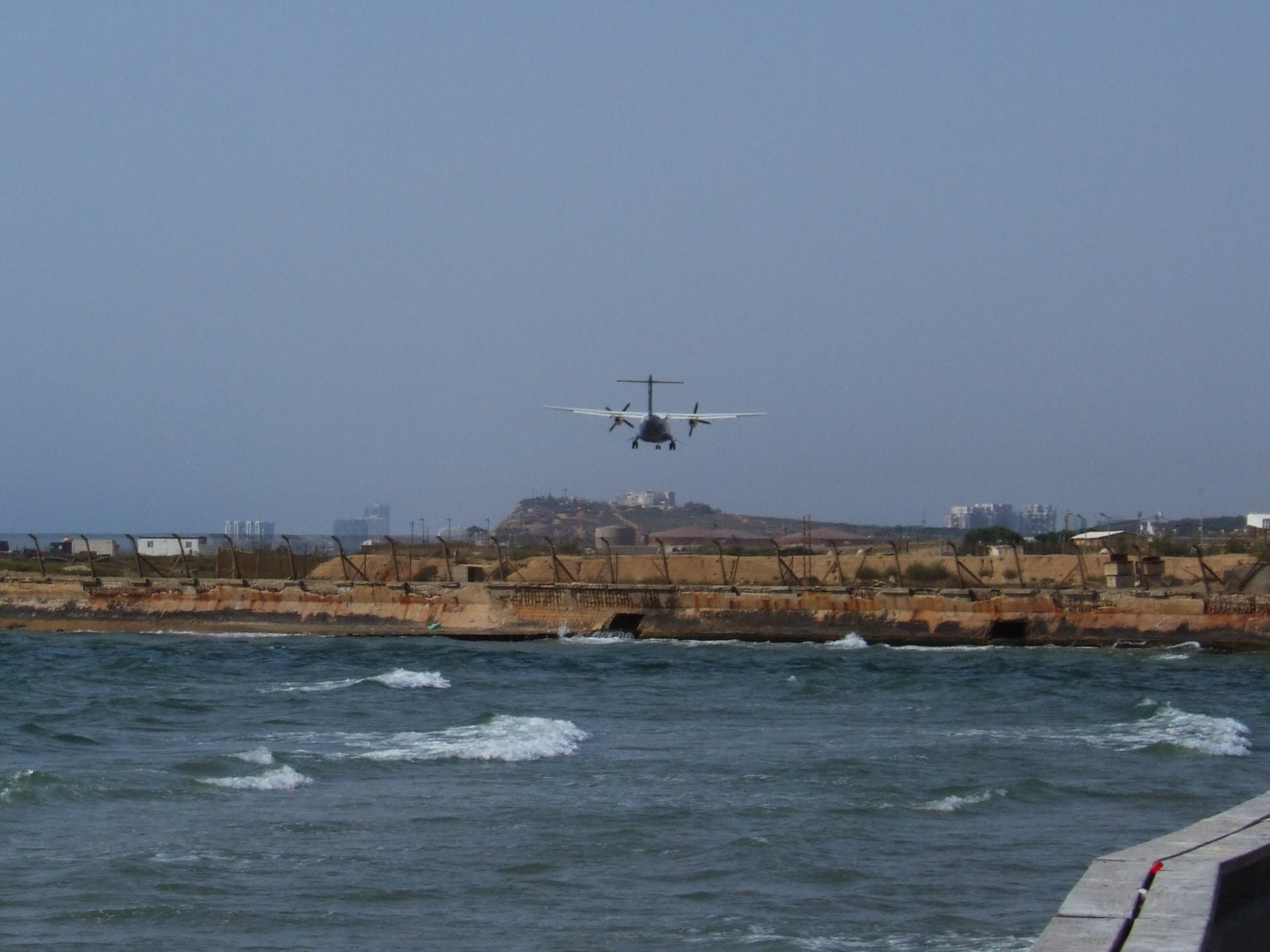
スデ・ドブ空港
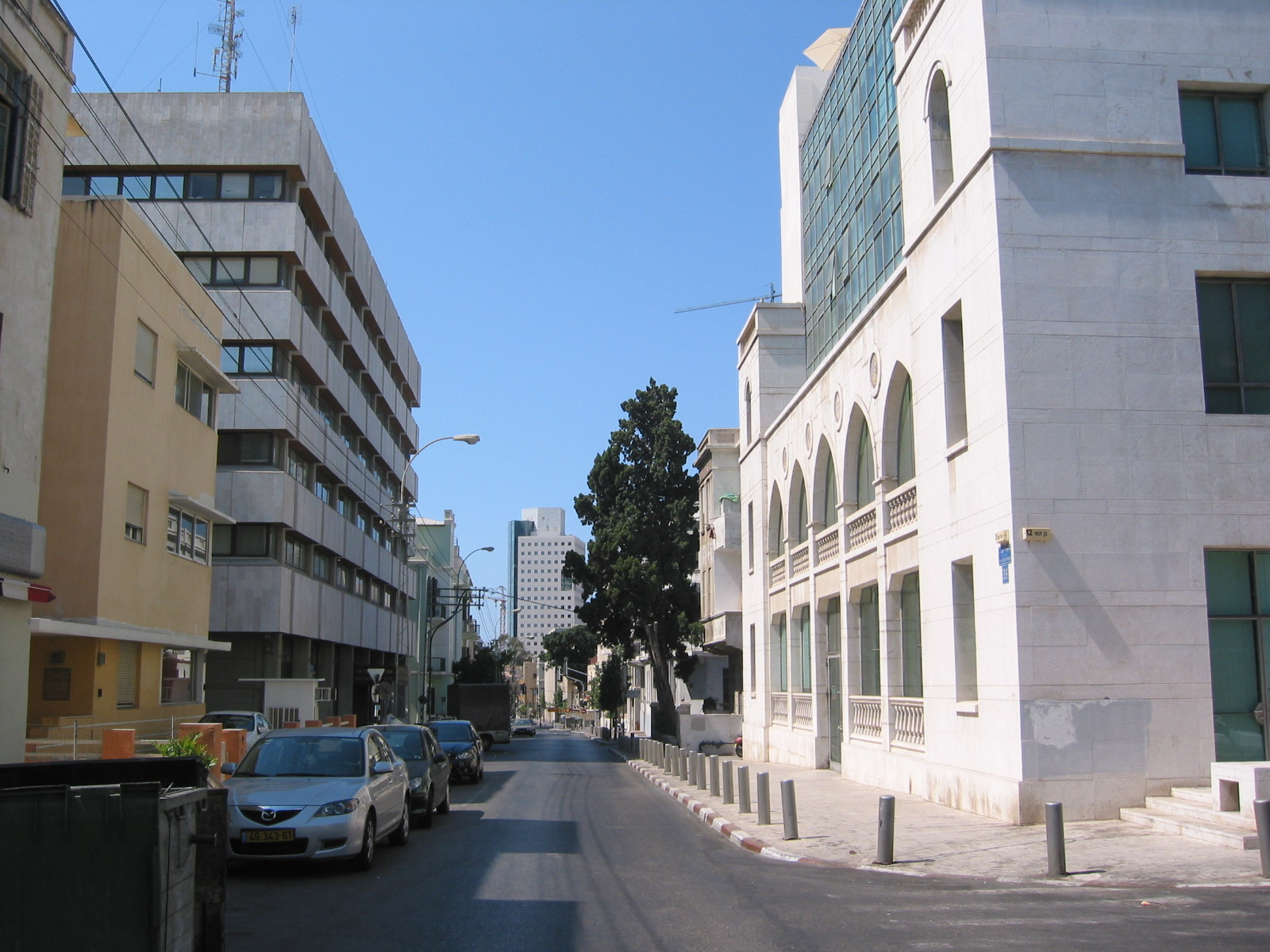
テルアビブ証券取引所
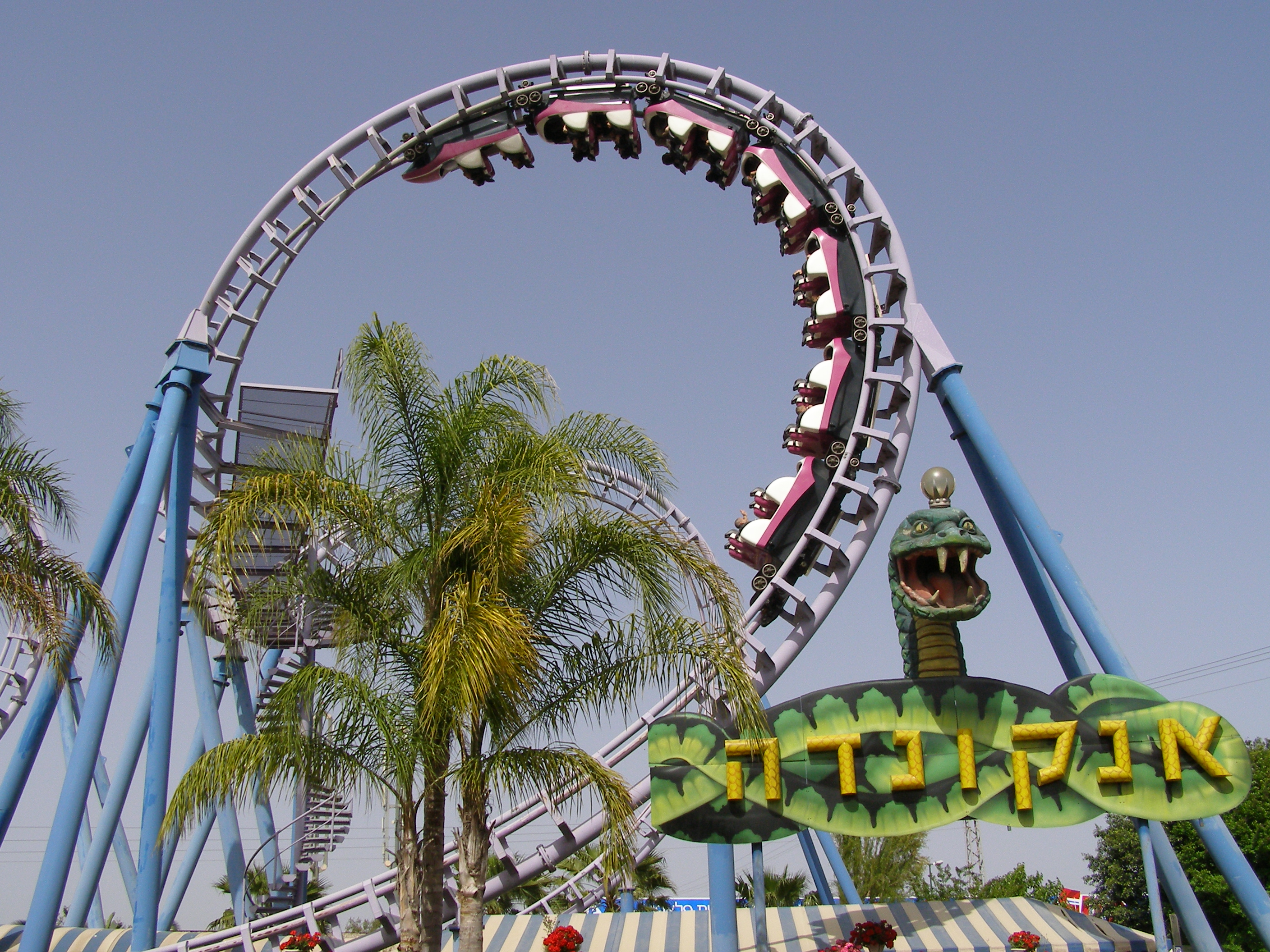
テルアビブルナパーク
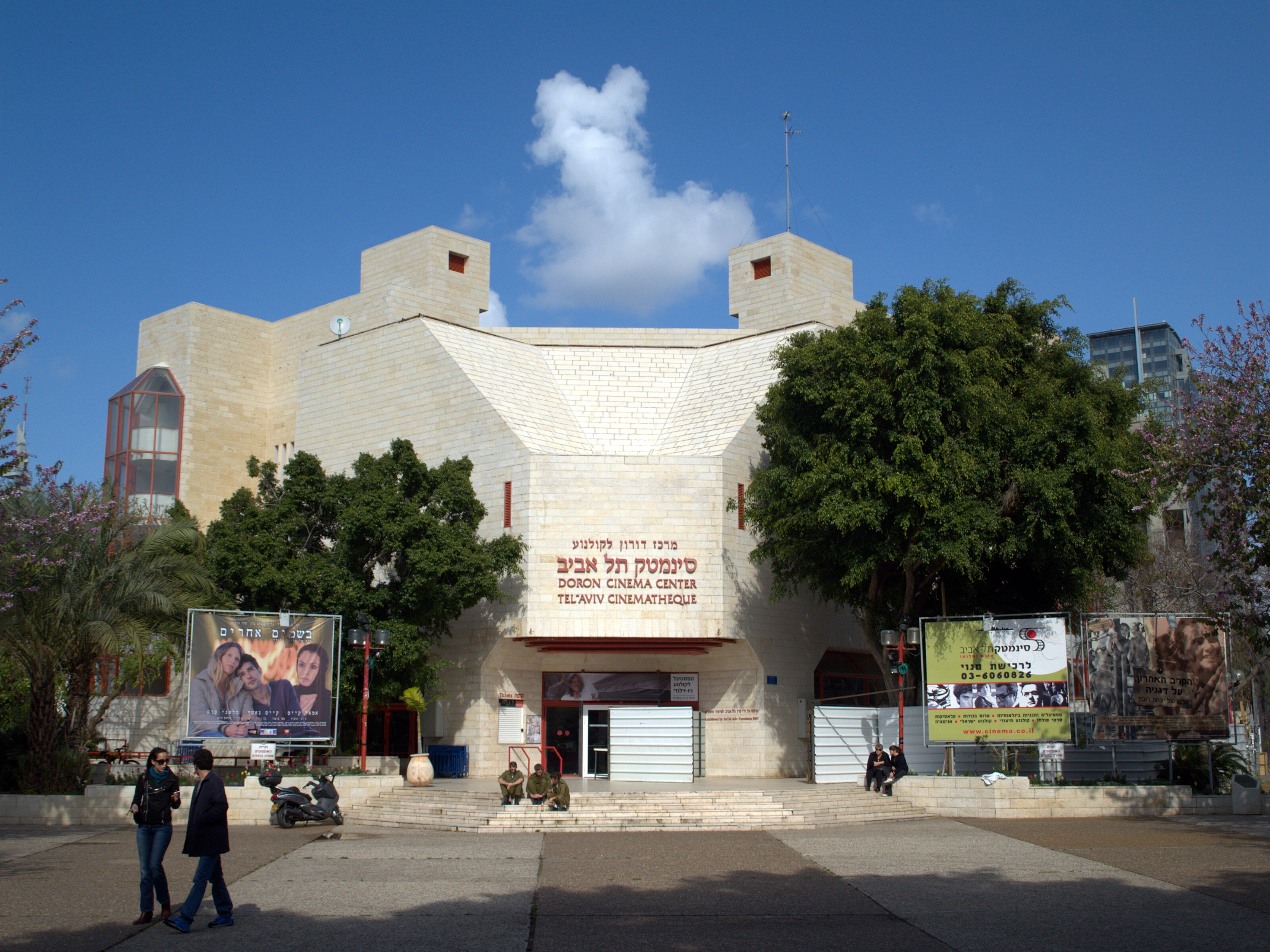
テルアビブシネマテーク
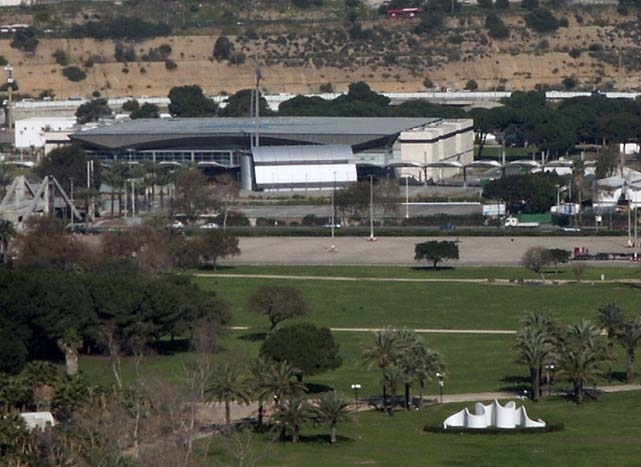
イスラエルの見本市＆コンベンションセンター
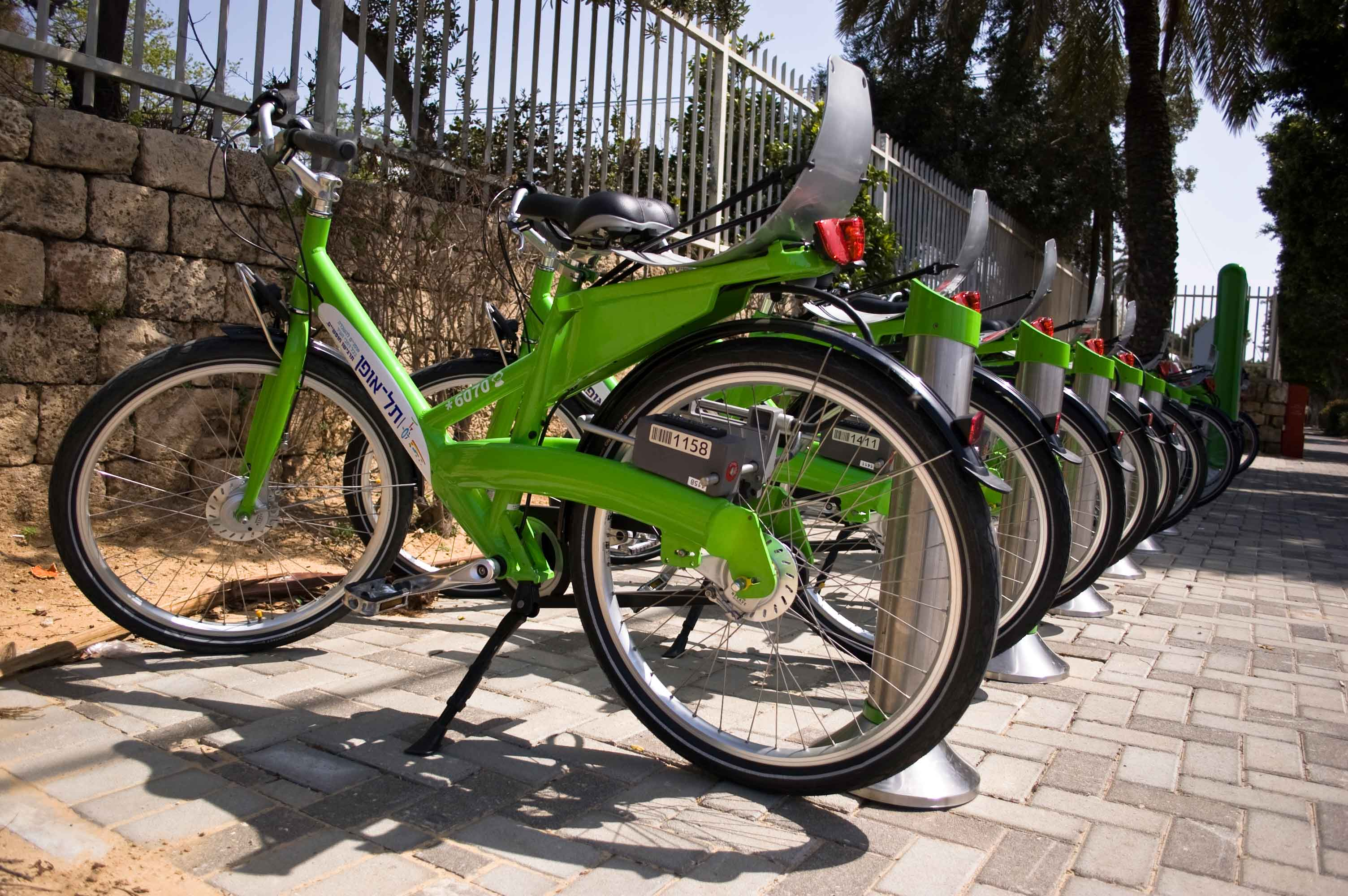
自転車レンタル
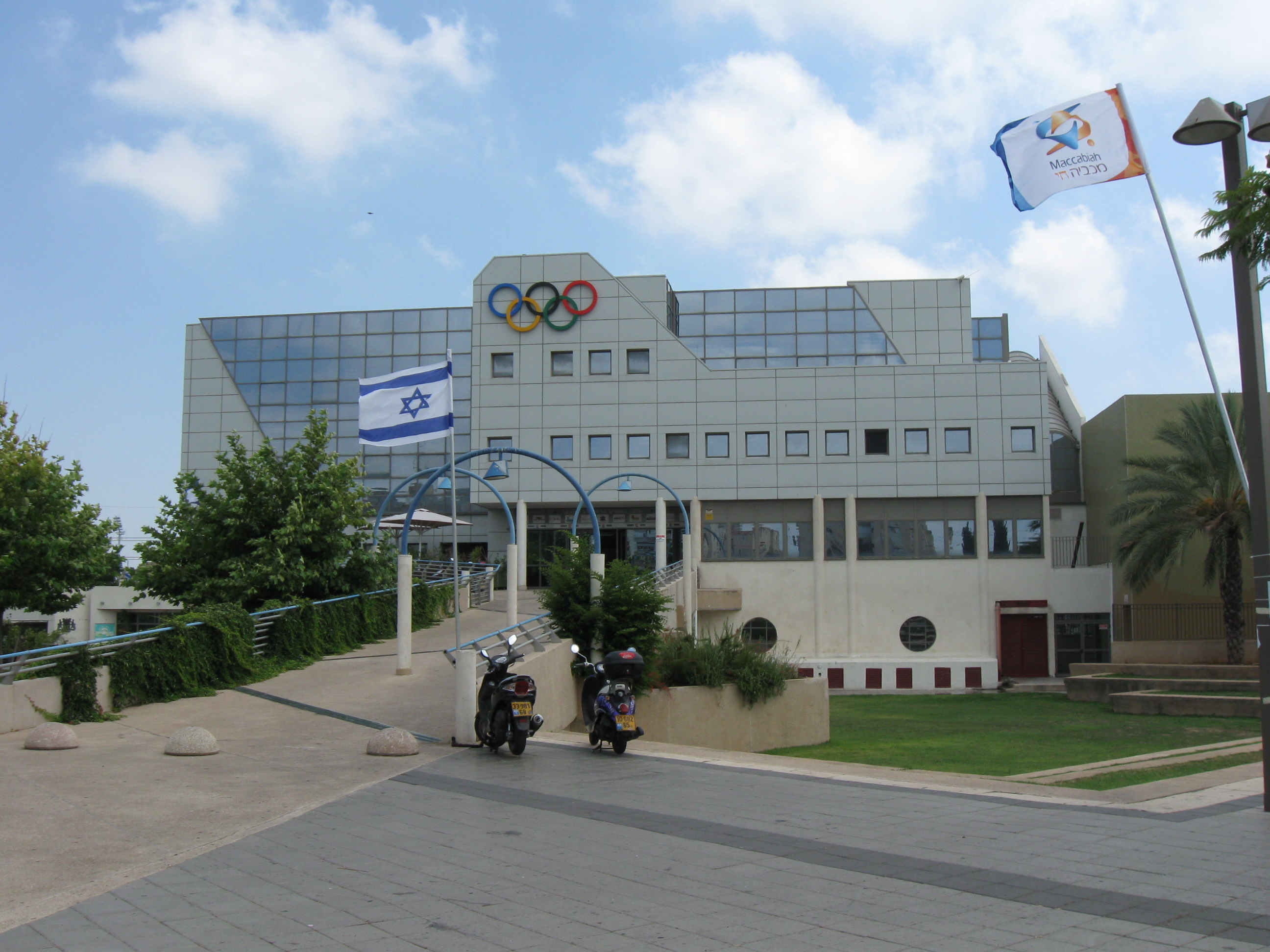
国立スポーツセンター - テルアビブ
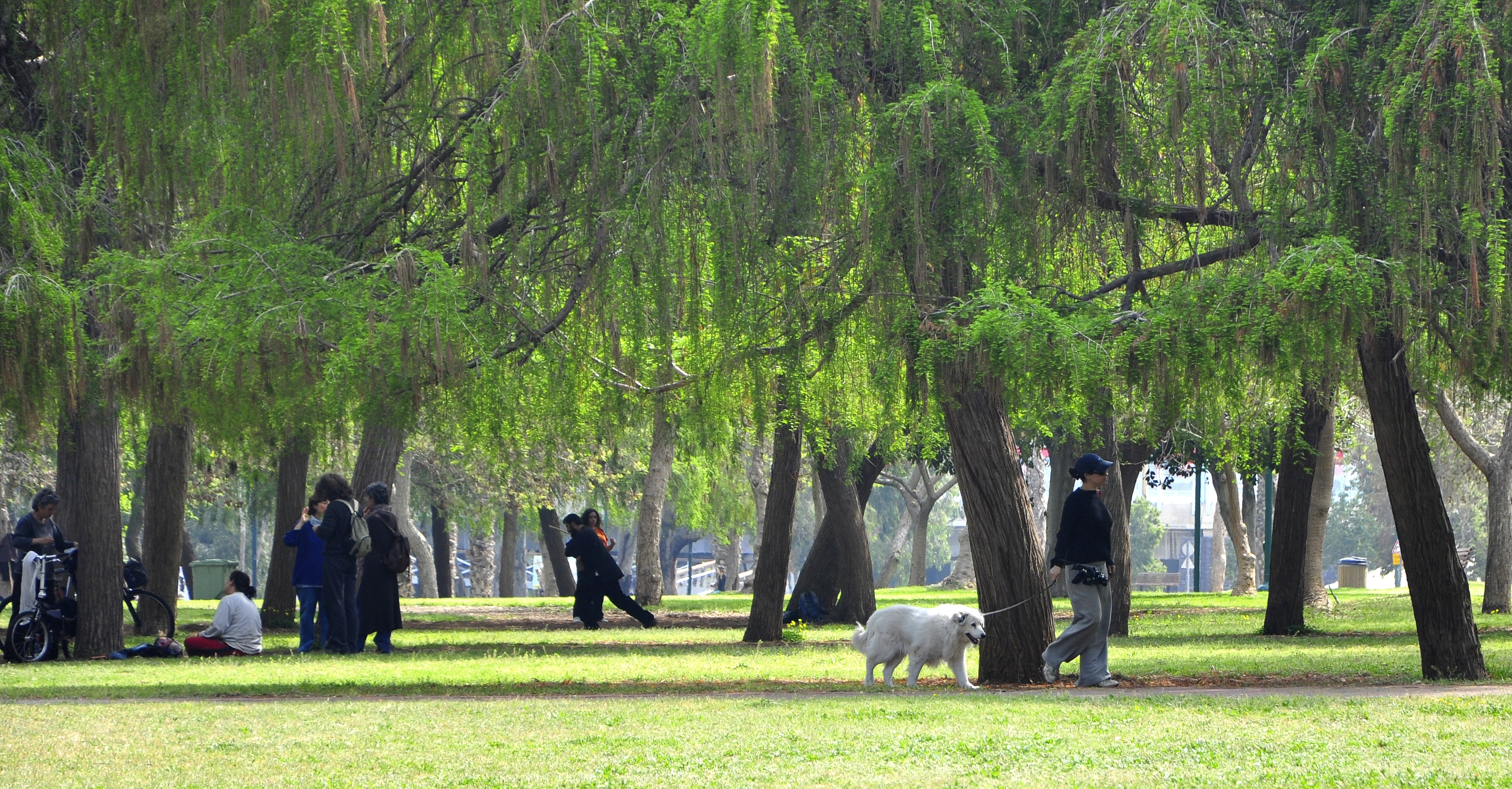
パークンハヤルコン
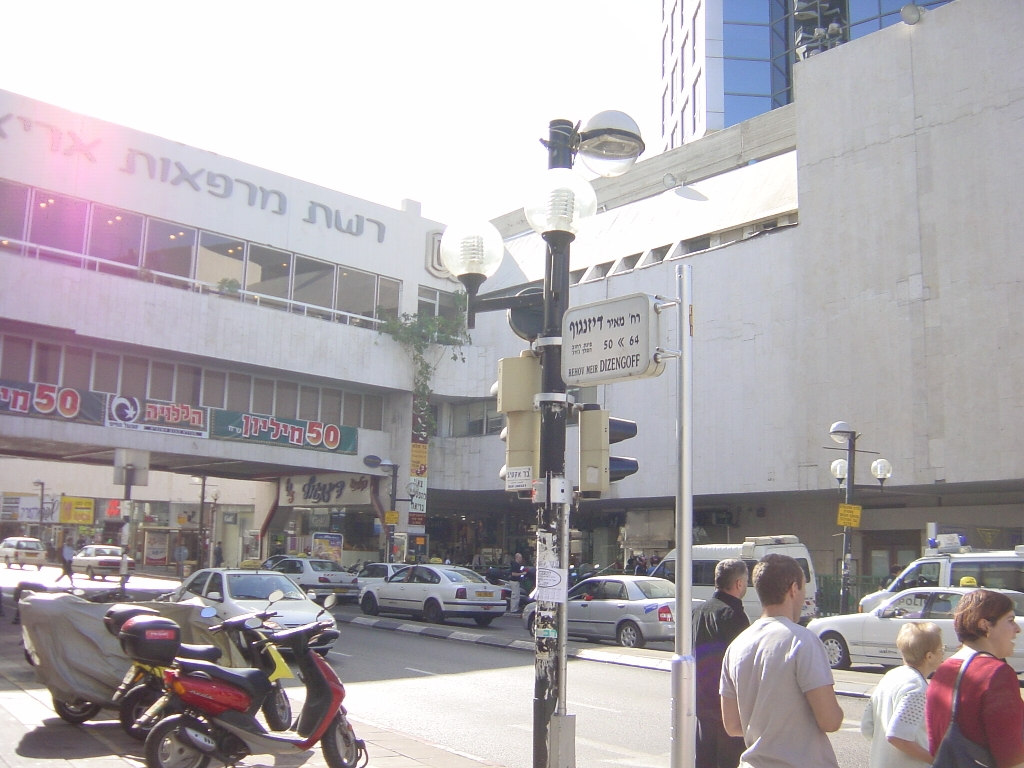
ディゼンゴフ・センター
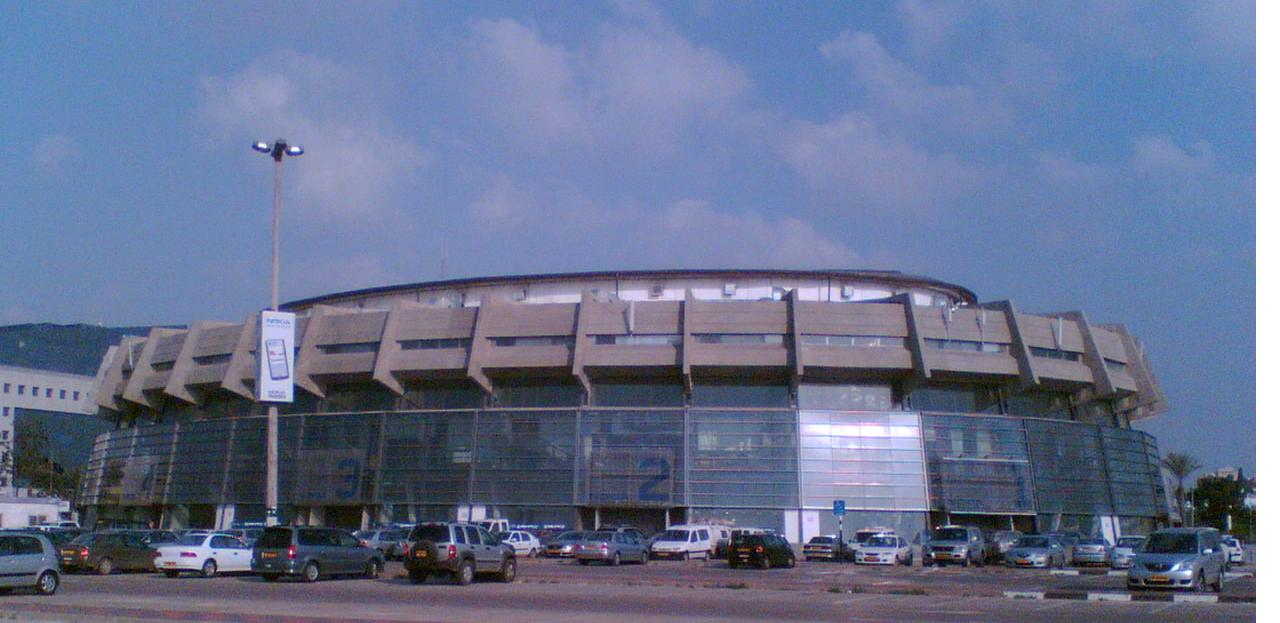
ノキア・アリーナ